# Papa Clemente V
O Papa Clemente V, nascido Bertrand de Gouth (Villandraut, 1264 – Roquemaure, 20 de abril de 1314), foi o 195º Papa da Igreja Católica e pontificou entre junho de 1305 até a sua morte.

## Carreira
Foi bispo de Saint-Bertrand-de-Comminges, antes de se tornar Papa.
Foi eleito após um longo conclave realizado em Perúgia, onde se defrontaram os interesses dos cardeais italianos e franceses. Isso acontece após um pacto selado com o então rei da França, Filipe, o Belo, no qual o monarca, com seu poder e influência o ajudou a alcançar esse lugar principalmente para que retirasse a excomunhão da família real francesa, colocada pelo Papa Bonifácio VIII.
O seu pontificado ficou marcado por duas coisas: pela mudança da Santa Sé de Roma para Avinhão, em 1309, justificada pelos tumultos que ocorriam na Itália, e pela destruição trágica da Ordem dos Cavaleiros Templários — ordem criada pela própria Igreja Católica com o propósito original de proteger os cristãos em peregrinação à Terra Santa. Clemente V foi então forçado, por Filipe, a promover uma investigação post mortem do Papa Bonifácio VIII, contra quem  Filipe forjara acusações. Porém, durante o Concílio de Vienne, reunido em 1311, a ortodoxia e a moralidade do papa morto acabou por ser confirmada.
Diversos mitos e lendas circulam a respeito da verdade perante a Morte de Clemente. Isso se deve a maldição de  Jacques Demolay. Tal qual o amaldiçoou na fogueira por ter sido condenado injustamente graças ao pacto de Clemente com o rei Filipe IV
Seu túmulo está na igreja colegiada (que ele havia construído) em Uzeste, província de Gironde.